# Riwne (Krasnohwardijske)
Das Dorf Riwne (ukrainisch Рівне; russisch Ровное/Rownoje; krimtatarisch Qara Asan; bis 1947 deutsch Karassan) im Rajon Krasnohwardijske in der Autonomen Republik Krim war bis in die 1940er Jahre von deutschsprachigen Mennoniten besiedelt.

## Geschichte
Am Ort des heutigen Dorfes befand sich im 18. Jahrhundert ein tatarisches Dorf. Seit 1797 befanden sich die Ländereien im Besitz von Karl Iwanowitsch Hagendorf, danach Besitz von Christian Christianowitsch Steven (1781–1863), einem Botaniker, Begründer und Direktor des Nikitskij Botanischen Gartens.
Nach dem Auszug der Tataren 1856–1862 aus der Krim setzte die Besiedlung der Halbinsel mit russischen Siedlern, Esten, Deutschen, Tschechen ein. Der Ort wurde als Dorf 1873 von Aussiedlern aus der Kolonie Molotschna erworben. Das Dorf liegt in einer Steppenzone am kleinen Bach Burultscha, einem Zufluss des Salgir.
Zunächst erhielten alle Bauern 65 Desjatinen lnad, doch einige kauften weiteres Land hinzu, so dass manche bis zu 800 Desjtinen besaßen. Am Anfang lagen alle Höfe auf einer Straßenseite, später kamen auch Höfe auf der anderen Seite hinzu. In der Dorfmitte befand sich ein großer Platz mit der Kirche. Das Dorf hatte bereits fließendes Wasser mithilfe von aus England importierten Pumpen. Karassan hatte eine Grundschule, eine Zentral- und eine Mädchenschule sowie ein kleines Krankenhaus. Es hab einen Gemischtwarenladen, eine Buchhandlung, einen Laden für Bauholz, und Eisenwaren. Eine dampfbetriebene Getreidemühle und eine Ziegelfabrik. Karassan war Sitz des Mennoniten-Schulrates der Krim.
Nach 1921 gehörte der Ort zur ASSR Krim, seit 1930 bestand hier der deutsche Rayon Bijuk-Onlar, der 1935 in deutscher Rayon Thälmann umbenannt wurde. Mit dem Stand per 25. August 1937 war Karassan das größte Dorf des Rayon Thälmann und zählte 1054 Menschen. Im Schuljahr 1938/1939 wurde die Schule komplett auf Russisch umgestellt.
Im August 1941 wurde die deutschstämmige Bevölkerung der Krim deportiert. Das Dorf selbst ging aus den Kriegsjahren nahezu ohne Schaden hervor. Vor dem Abzug der sowjetischen Truppen wurden die Schmiede und das Kraftwerk in die Luft gesprengt. Während der deutschen Besetzung befand sich im Haus des Sowchosedirektors die deutsche Kommandantur, im Gebäude der zentralen Fachschule wurden Gefangene gehalten, der Unterricht in der Schule wurde fortgesetzt.
In den Nachkriegsjahren wurde das Dorf mit Siedlern aus verschiedenen Gebieten der Ukraine und Russlands besiedelt. Einige der Mennonitenbauen sind erhalten.

## Kirche
In Karassan wurde die erste Kirchengemeinde der Alt-Mennoniten auf der Krim gegründet. Bis 1884 war diese Gemeinde die wichtigste der Krim.
Der Bau der Kirche wurde 1889 genehmigt und wurde mit 1000 Sitzplätzen die größte Mennonitenkirche der Krim. Das Gebäude ist erhalten. Die Kirche wurde aus örtlichem Stein errichtet und trägt Stukkierungen. Durch den Abstand der Kirche von der Straße entstand ein ausgedehnter Dorfplatz. Östlich des Chorraums erstreckten sich einige zusätzliche Räume, so dass der Bau hier niedriger ist. 1930 wurde die Kirche in einen Gemeinschaftsraum umgewandelt und wird als solcher bis heute genutzt.

## Zentralschule
Das Gebäude der Zentralschule liegt versetzt hinter der Kirche.
Die Zentralschule wurde 1905 gegründet und im selben Jahr das Gebäude errichtet. Wie auch in der Kolonie Molotschna üblich, wurde die Schule von einem Schulverein getragen. Wie üblich hatte die Schule drei Klassenräume. Der Bau war aus örtlichem Stein erbaut, und stukkiert. Attika, Tor und Umfassungsmauer waren aus Backstein. Eine große Freitreppe erstreckt sich zwischen den beiden Seitenflügel, vom Plateau aus öffnen sich Zugänge zu den Räumen. Der Bau dient immer noch als Schule.

## Krankenhaus
Im Krankenhaus arbeiteten mennonitische Ärzte. Das Haus ist ähnlich den mennonitischen Wohnhäusern gestaltet. Der Bau ist erhalten.

## Nachweise
- Rudy P. Friesen, Edith Elisabeth Friesen: Bauwerke der Vergangenheit: mennonitische Architektur, Landschaft und Siedlungen in Russland/Ukraine. Tweeback, Bonn 2016, S. 452–457.
- KARASSAN, eine Mennonitenkolonie. In: Enzyklopädie der Russlanddeutschen. Abgerufen am 30. November 2024.

Koordinaten: 45° 21′ N, 34° 21′ O